# Scopula tenuisocius
Scopula tenuisocius là một loài bướm đêm trong họ Geometridae.